# Bitwa pod Kłeckiem (1656)
Bitwa pod Kłeckiem miała miejsce 7 maja 1656 w czasie II wojny północnej.
7 maja 1656 roku między Dziećmiarkami, Sulinem, Dębnicą, Brzozogajem, Kłeckiem i Czechami wojska polskie dowodzone przez Stefana Czarnieckiego, Jerzego Lubomirskiego i Jana Sobieskiego stoczyły bitwę z armią szwedzką gen. Douglasa, dowodzoną przez brata królewskiego księcia Adolfa Jana.

## Wstęp
W związku z wyprawą Czarnieckiego i Lubomirskiego do Wielkopolski, której celem było wsparcie miejscowej partyzantki, król Szwecji Karol X Gustaw, który niedawno wyrwał się z niezwykle trudnej sytuacji w widłach Wisły i Sanu, nie mógł pozwolić sobie i swoim żołnierzom na zbyt długi odpoczynek. By ratować szwedzkie panowanie w zagrożonej prowincji, Karol Gustaw już 17 kwietnia wyruszył z Warszawy na czele 10 000 żołnierzy. Po kilkudniowym pościgu za uciekającymi wojskami koronnymi doszedł do wniosku, że nie uda mu się zmusić Polaków do bitwy, jeśli oni sami tego nie zechcą. Z tego powodu po dotarciu 28 kwietnia do Pakości ruszył z 2000 żołnierzy do Prus, by wspólnie z Gustawem Stenbockiem spróbować zdobyć Gdańsk. W Wielkopolsce z resztą sił król zostawił swego brata księcia Adolfa Jana.
Rozłożona na północnym brzegu Noteci armia koronna na wieść o zbliżaniu się wojsk szwedzkich skoncentrowała się 3 maja w Pile. Nie wiedząc, że Karol Gustaw ruszył do Prus, Czarniecki i Lubomirski 4 maja przeprawili się na drugi brzeg Noteci pod Ujściem i ruszyli na Oborniki. Po ominięciu Poznania armia polska dotarła 5 maja do Gniezna. Adolf Jan natomiast 6 maja znalazł się w Jabłkowie koło Kłecka – 15 kilometrów na północny wschód od Gniezna. Wiedząc już, że Karol Gustaw odszedł do Prus, dowódcy polscy doszli do wniosku, że z osłabionym wojskiem szwedzkim mają szansę na zwycięstwo. Zaprzestali więc ucieczki, by doprowadzić do otwartej bitwy ze ścigającą ich armią szwedzką.

## Bitwa
Armia polska liczyła co najmniej 12 tys. ludzi, natomiast armia szwedzka składała się z około 7 tys. żołnierzy i dużej liczby dział. Według ułożonego przez Czarnieckiego planu bitwy przednia straż polska (dwa pułki jazdy dowodzone przez Mariusza Stanisława Jaskólskiego i Jacka Szemberka) miała wciągnąć Szwedów na groblę przechodzącą przez bagnistą rzeczkę Wełniankę w pobliżu wsi Brzozogaj. Podstęp ten miał wyprowadzić Szwedów na cztery pułki doborowej jazdy (dowodzone przez Jana Fryderyka Sapiehę, Dymitra Wiśniowieckiego, Jana Sobieskiego i Jakuba Potockiego), które przeprawione przez rzekę stały ukryte za lasem z zadaniem uderzenia na przechodzących przez rzekę Szwedów z dwóch stron jednocześnie. W przypadku, gdyby uderzenie tych 4 pułków nie przyniosło skutku, wtedy uderzyć miał sam Czarniecki, co miało ostatecznie rozstrzygnąć bitwę.
Gdy zgodnie z planem po przejściu grobli pod Kłeckiem polska straż przednia w odpowiedzi na ogień wojsk Wrangla podjęła pozorowaną ucieczkę w kierunku przeprawy przez Wełniankę pod Brzozogajem, część żołnierzy szwedzkich spod komendy Wrangla ruszyła za uciekinierami. Plan wciągnięcia Szwedów w pułapkę nie powiódł się, gdyż dowódcy czterech ukrytych pułków, widząc trudną sytuację wojsk Jakólskiego i Szemberka, zbyt wcześnie ruszyli im na pomoc. Co prawda pułki polskiej jazdy zdołały przebić się niemal do grobli pod Kłeckiem, jednak korzystne ukształtowanie terenu (błotnisty teren, wezbrana rzeka Wełnianka, rowy i zagajnik) pozwoliło Szwedom uniknąć rozbicia. Bitwa trwała około 5 godzin.
Przy zapadającym zmierzchu Polacy ustąpili z placu boju. Zostawiając na nim około 70 zabitych i rannych żołnierzy (w tym 40 towarzyszy). Straty szwedzkie były sporo większe, 500 zabitych i wielu rannych żołnierzy.

## Po bitwie
Bitwa pod Kłeckiem wykazała, że polska kawaleria nie jest w stanie pokonać armii szwedzkiej gdy ta ukryta jest w dogodnym terenie do obrony. Przyznał to Czarniecki, który stwierdził, że gdyby miał piechotę i artylerię, to wygrałby bitwę z armią Adolfa Jana.
Armia koronna ruszyła przez Środę w kierunku Pleszewa, by w końcu 16 maja stanąć w Uniejowie na kilkudniowy odpoczynek. Tutaj wodzowie polscy zamierzali przywrócić dyscyplinę wśród rozprzężonych oddziałów, które stały się zbyt uciążliwe dla ludności.
Sytuacja Szwedów w Wielkopolsce i na Kujawach, nie uległa wielkiej poprawie co prawda uniknęli rozbicia, ale ponieśli przy tym bardzo duże straty. Wkrótce po bitwie oddziały szlachty polskiej zdobyły Leszno, Kościan, Bolesławiec i Sieradz.